# ハンクの肖像
『ハンクの肖像』(Portrait Of Hank) は、ジミー時田とマウンテン・プレイボーイズのアルバム。
タイトルの通り、ハンク・ウィリアムズ曲集である。

## 収録曲
Side 1
1. ロング・ゴーン・ロンサム・ブルース - Long Gone Lonesome Blues
2. ホワイ・ドント・ユー・ラヴ・ミー - Why Don't You Love Me
3. ラヴシック・ブルース - Lovesick Blues
4. アイヴ・ジャスト・トールド・ママ・グッバイ - I've Just Told Mama Goodbye
5. マインド・ユア・オウン・ビュジネス - Mind Your Own Business

Side 2
1. コールド・コールド・ハート - Cold Cold Heart
2. ハーフ・アズ・マッチ - Half As Much
3. ホンキー・トンク・ブルース - Honky Tonk Blues
4. アイ・ソー・ザ・ライト - I Saw The Light
5. バケツに穴があいた - My Bucket's Got a Hole in It

## パーソネル
ジミー時田とマウンテン・プレイボーイズ